# Marājūl
Marājūl (persiska: مراجول, مَرجَل) är en ort i Iran.   Den ligger i provinsen Västazarbaijan, i den nordvästra delen av landet, 600 km väster om huvudstaden Teheran. Marājūl ligger 1 304 meter över havet och antalet invånare är 369.
Terrängen runt Marājūl är platt norrut, men söderut är den kuperad.Runt Marājūl är det ganska tätbefolkat, med 185 invånare per kvadratkilometer. Närmaste större samhälle är Urmia, 5,9 km väster om Marājūl. Trakten runt Marājūl består till största delen av jordbruksmark.